# Hineloran
Hineloran je leki koji deluje kao selektivni dopaminski agonist za D2 podtipe.

## Spoljašnje veze
|  | Molimo Vas, obratite pažnju na važno upozorenje u vezi sa temama iz oblasti medicine (zdravlja). |